# Achillea roseoalba
Achillea roseoalba là một loài thực vật có hoa trong họ Cúc. Loài này được Ehrend. mô tả khoa học đầu tiên năm 1959.